# Massimiliano Alajmo

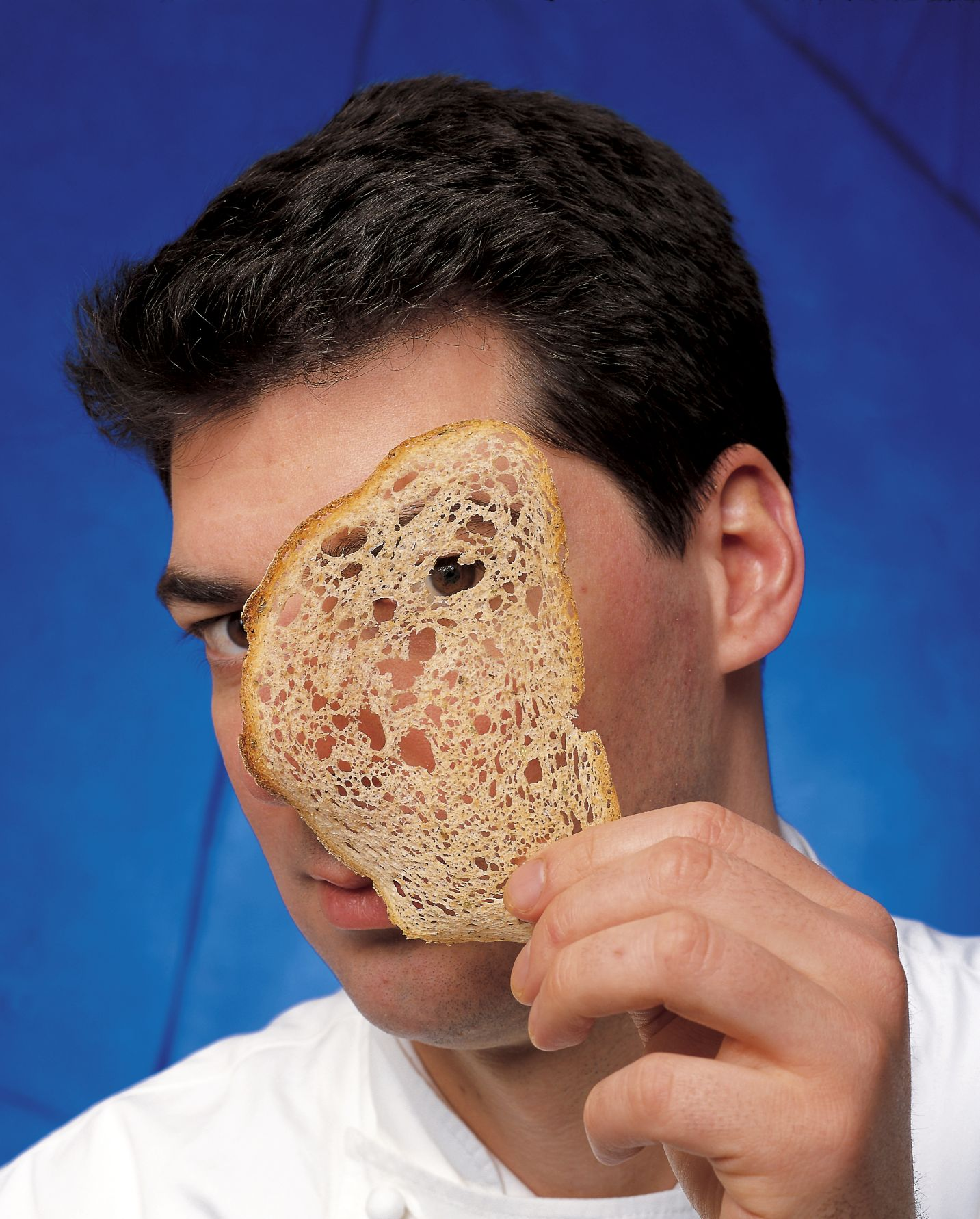
Massimiliano Alajmo

Massimiliano Alajmo (* 6. Mai 1974 in Padua) ist ein italienischer Koch.

## Beruflicher Werdegang
Nach der Ausbildung ging Massimiliano 1990 zum Restaurant Ja Navalage zu Alfredo Chiochetti in Moena. 1992 wechselte er nach in Frankreich zum Restaurant Auberge de l'Eridan in Veyrier-du-Lac und 1993 zum Restaurant Les Pres d'Eugenie bei Marc Veyrat zu Michel Guerard.
Im Dezember 1993 wurde er Küchenchef im Restaurant seiner Familie Le Calandre in Rubano bei Padua, das 1993 zwei Sterne im Guide Michelin erhielt. Seit 2002 wird es mit drei Sternen ausgezeichnet. Er war mit 28 Jahren der bisher jüngste Drei-Sterne-Koch.